# Serie A2 2013-2014 (hockey su pista)
Il campionato di Serie A2 2013-2014 di Hockey su pista, iniziato il 26 ottobre 2013, si concluse con l'ultima giornata di regular season in programma il 12 aprile 2014 e vide la promozione Serie A1 del Centrosport Valdagno.
Non fu prevista una post-season (niente playoff né playout) e nemmeno retrocessioni in Serie B.
Anche per la stagione 2013/14 le formazioni iscritte furono in numero dispari, ovvero undici. Le neopromosse in Serie A1 SPV Viareggio e Hockey Correggio furono infatti sostituite soltanto dall'Hockey Thiene, unica retrocessa dalla A1, giacché la Pattinomania Matera venne ripescata nella massima divisione per supplire alla rinuncia dell'Hockey Novara ad iscriversi a qualsiasi campionato. In virtù di questa defezione, a cascata venne ripescato in A2 l'Amatori Modena, unica formazione retrocessa in Serie B al termine della stagione 2012/13. Inoltre, solo una delle due squadre promosse al termine della stagione 2012/13 di Serie B si iscrisse al torneo, ovvero l'Hockey Club Castiglione. La squadra B dell'Hockey Club Forte dei Marmi invece rinunciò all'iscrizione (pur avendone diritto) preferendo continuare l'attività nel campionato di Serie B.

## Squadre partecipanti
| - Amatori Modena – Ripescata (Ri) - Amatori Vercelli - Castiglione – Neopromossa (N) - Thiene – Retrocessa (R) - CRESH Eboli - Pieve 010 | - Montecchio P. - Centrosport Valdagno - Roller Bassano - Roller Scandiano - Sandrigo |

## Stagione regolare
Nella stagione regolare le squadre partecipanti si affrontarono in un girone unico all'italiana con partite di andata e ritorno.

### Classifica
|    |                      | Punti | G  | V  | N | P  | GF  | GS  | DR  |          |
| -- | -------------------- | ----- | -- | -- | - | -- | --- | --- | --- | -------- |
| 1  | Centrosport Valdagno | 50    | 20 | 16 | 2 | 2  | 143 | 60  | +83 | Serie A1 |
| 2  | Pieve 010            | 46    | 20 | 14 | 4 | 2  | 97  | 55  | +42 |          |
| 3  | Castiglione          | 34    | 20 | 11 | 1 | 8  | 92  | 96  | -4  |          |
| 4  | Sandrigo             | 33    | 20 | 10 | 3 | 7  | 87  | 68  | +19 |          |
| 5  | Amatori Vercelli     | 30    | 20 | 9  | 3 | 8  | 100 | 96  | +4  |          |
| 6  | Roller Bassano       | 29    | 20 | 9  | 2 | 9  | 89  | 88  | +1  |          |
| 7  | Roller Scandiano     | 29    | 20 | 8  | 5 | 7  | 98  | 82  | +16 |          |
| 8  | Montecchio P.        | 24    | 20 | 6  | 6 | 8  | 91  | 97  | -6  |          |
| 9  | Thiene               | 19    | 20 | 5  | 4 | 11 | 73  | 100 | -27 |          |
| 10 | CRESH Eboli          | 15    | 20 | 4  | 3 | 13 | 71  | 129 | -58 |          |
| 11 | Amatori Modena       | 4     | 20 | 1  | 1 | 18 | 54  | 124 | -70 |          |

### Risultati
| Risultati                      | BAS | CAS  | EBO  | MOD  | MON | PIE | SAN | SCA | THI  | VAL  | VER  |
| ------------------------------ | --- | ---- | ---- | ---- | --- | --- | --- | --- | ---- | ---- | ---- |
| Roller Bassano                 |     | 5-4  | 6-2  | 6-4  | 8-3 | 3-4 | 2-4 | 7-3 | 8-5  | 1-10 | 7-3  |
| Maremma Promotions Castiglione | 6-3 |      | 3-4  | 6-1  | 3-2 | 3-2 | 5-3 | 5-4 | 6-4  | 3-10 | 3-6  |
| CRESH Eboli                    | 4-5 | 2-5  |      | 6-5  | 4-3 | 1-6 | 4-4 | 3-4 | 2-2  | 4-10 | 2-15 |
| Amatori Modena                 | 5-6 | 3-5  | 1-2  |      | 3-4 | 2-9 | 3-5 | 3-3 | 4-1  | 3-4  | 3-8  |
| HC Montecchio Precalcino       | 6-5 | 12-6 | 8-4  | 8-3  |     | 4-4 | 7-5 | 3-7 | 4-4  | 1-9  | 2-2  |
| Hockey Pieve 010               | 3-2 | 7-3  | 8-5  | 4-0  | 8-5 |     | 2-2 | 4-2 | 7-3  | 6-5  | 5-2  |
| Sandrigo Hockey                | 6-4 | 2-4  | 9-2  | 8-1  | 5-3 | 1-4 |     | 4-3 | 6-2  | 3-2  | 5-1  |
| Hockey Roller Scandiano        | 4-4 | 6-6  | 9-5  | 7-3  | 6-6 | 2-1 | 3-3 |     | 10-1 | 3-7  | 7-3  |
| Hockey Thiene                  | 3-2 | 3-6  | 8-7  | 9-1  | 3-3 | 5-5 | 3-2 | 3-7 |      | 3-4  | 3-6  |
| Centrosport Valdagno           | 7-3 | 8-3  | 13-3 | 10-1 | 4-4 | 2-2 | 6-4 | 7-5 | 7-4  |      | 10-3 |
| Amatori Vercelli               | 2-2 | 9-7  | 5-5  | 13-5 | 4-3 | 3-6 | 7-6 | 4-3 | 3-4  | 1-8  |      |

## Verdetti
Promosso in Serie A1:  Centrosport Valdagno.